# Gilles Fumey
« Fumey » redirige ici. Pour l’article homophone, voir Fumet.
Gilles Fumey, né le 4 octobre 1957, est un enseignant-chercheur en géographie culturelle. Il est spécialiste de géographie  de l'alimentation.

## Biographie
Gilles Fumey naît en 1957 dans une famille de paysans du Haut-Doubs,. Après les classes préparatoires au lycée Pasteur (Besançon) et l'agrégation de géographie en 1980, il soutient sa thèse de doctorat Des usages du mot paysage à la formulation d'un concept en 1983 à l'université de Franche-Comté. Il enseigne alors en classes préparatoires commerciales et littéraires à Lyon, puis à Paris. En 2001, il est nommé  inspecteur pédagogique régional (IA-IPR) dans l'académie d'Amiens,.
En 2004, il est élu maître de conférences à l'université Paris-Sorbonne où il développe des recherches et enseignements sur l'alimentation. Avec son habilitation à diriger des recherches intitulée Manger local, manger global : l'alimentation géographique, il est élu professeur des universités en 2010 à l'IUFM de Paris-Sorbonne,. Il est aussi chargé de cours à Sciences Po et au programme parisien de l'université Stanford. Il dirige le pôle de recherches « Alimentation, risques et santé » de l'Institut des sciences de la communication du CNRS (ISCC), puis rejoint le laboratoire SIRICE du CNRS en 2018. 

## Travaux
Pendant son travail de thèse au sein du laboratoire ThéMA (CNRS), Gilles Fumey travaille sur la conceptualisation du paysage, avant de se spécialiser sur les "paysages alimentaires" grâce à ses recherches en géographie culturelle en général, et en géographie de l'alimentation plus particulièrement,.
Il s'appuie sur l'anthropologie sociale et la sociologie comparée pour établir de grandes aires géo-alimentaires. Il étudie le rôle des corps qui mangent pour classer les manières de manger et les types de nourritures (gastronomiques, conviviales, utilitaires) à l'échelle mondiale. Il cherche à comprendre pourquoi les comportements alimentaires restent stables au cours du temps tout en se transformant à la marge,. Pour marquer le poids social des pratiques alimentaires, il travaille sur le petit-déjeuner en décortiquant sa construction sociale à partir du xviiie siècle et ses différentes pratiques dans le monde,. Pour lui, la prégnance des cultures est un frein à une mondialisation de l'alimentation. Il montre l'importance des échelles, notamment locales, pour nourrir les êtres humains, notamment l'agriculture urbaine. Il cherche à comprendre notamment comment fonctionnent les repérages toponymiques dans le système cognitif des mangeurs. Selon lui, la planète ne vit pas la mondialisation comme une uniformisation mais comme une nouvelle phase d'innovation culinaire et alimentaire.Chaque génération invente son rapport propre à l'alimentation.
Ses travaux de géographie culturelle le conduisent à s'intéresser aux pratiques sportives, notamment au Tour de France comme objet géographique et, plus généralement, au vélo comme apprentissage de l'espace avec le cas des Pays-Bas. D'autres thématiques culturelles (notamment sur la mode, la musique, la politique, l'écologie) sont discutées aussi sur le blog de Mediapart.
Depuis 2019, il travaille sur l'histoire culturelle de l'environnement, étudie le rôle que la géographie a eu dans la connaissance de la planète Terre grâce à Alexandre de Humboldt dont il a décrit le voyage en Amérique équinoxiale.

### Engagement associatif
Avec ses étudiants, il crée en 1998 les Cafés géo à Paris au Café de Flore, puis en France avec le réseau des Cafés géo sur internet,.
Il ouvre en 2013 avec Manouk Borzakian, puis Renaud Duterme, Nashidil Rouiai et Marie Dougnac, Géographies en mouvement, blog d'abord hébergé sur le journal Libération, puis en 2020 sur Mediapart.
À partir de 2015, il préside l'organisation du Festival international de géographie, en fondant, notamment, le FIG junior .

## Publications

### Alimentation
- Le petit déjeuner, un repas inutile ?, Lausanne, Editions d'en bas, 2025 (ISBN 978-2829007026)

- Gilles Fumey et Jean-Pierre Williot, Histoire de l'alimentation, Paris, Presses universitaires de France, 2021, 2024 (2e éd.) (ISBN 9782715406834)

- Manger local, manger global : l’alimentation géographique, Paris, CNRS Éditions, 2010, 2021 (ISBN 978-2271086969)

- Les Radis d’Ouzbékistan : tour du monde des habitudes alimentaires, Paris, François Bourin, 2011 (ISBN 978-2-84941-154-4) (Prix TerrEthique des Lecteurs et des Lycéens, 2012)

- Douceurs et amertumes du chocolat de Suisse et d'ailleurs, Lausanne, Editions d'en bas, 2020 (ISBN 9782829006098)

- Gilles Fumey et Pierre Raffard, Atlas de l'alimentation, Paris, CNRS Éditions, 2018 (ISBN 9782271081414) (Marron littéraire, 2019 ; Gourmand World Cookbook Awards, 2020[23])

- Feu sur le breakfast!, Paris, Terre urbaine, 2021 (ISBN 978-2491546038)

- Géopolitique de l’alimentation  (préf. Edward Mukiibi), Paris, Sciences humaines, 2023 (ISBN 2361068303)

- Gilles Fumey et Olivier Etcheverria, Atlas mondial des cuisines et gastronomies, Paris, Autrement, 2004, 2099 (2e éd.) (ISBN 9782746705517) (Gourmand World Cookbook Awards, 2004)

- Gilles Fumey et alii., L'alimentation demain. Cultures et médiations, Paris, CNRS Éditions, 2016 (ISBN 9782271093547)

- Gilles Fumey et Joji Nozawa, Tsukiji, le marché aux poissons de Tokyo, Paris, Akinomé, 2016 (ISBN 9791096405015)

### Paysages
- Gilles Fumey et Gabriel Bauret, La Terre, Paris, Chêne, 2006 (ISBN 2842776496)

- Les Champs du monde, Grenoble, Glénat, 2009 (ISBN 978-2723471589) (Prix Hercule-Catenacci de l’Académie des sciences morales et politiques, 2010)

- L’agriculture dans la nouvelle économie mondiale, Paris, Presses universitaires de France, 1997 (ISBN 9782130481751)

### Géohistoire
- Gilles Fumey et Christian Grataloup (postface Patrick Boucheron), Atlas global, Paris, Les Arènes, 2016 (ISBN 978-2352045670)

- Alexandre de Humboldt.L'eau et le feu, Genève, Double ligne, 2022 (ISBN 9782970143352)

- Humboldt. Steppes et déserts  (préf. Gilles Fumey et Jérôme Gaillardet), Paris, Le Pommier, 2020 (ISBN 9782746519657)

- Humboldt. De l'Orénoque au Cajamarca  (préf. Gilles Fumey et Jérôme Gaillardet), Paris, Le Pommier, 2021 (ISBN 9782746523258)

- Franco Farinelli. De la raison cartographique  (préf. Gilles Fumey), Paris, Editions du CTHS, 2009 (ISBN 9782735506828)